# Candice McLeod
Candice McLeod (15 novembre 1996) è una velocista giamaicana.

## Biografia
Ai Giochi olimpici di Tokyo 2020 ha vinto la medaglia di bronzo con la staffetta 4×400 metri.

## Palmarès
| Anno | Manifestazione  | Sede     | Evento      | Risultato | Prestazione | Note                                     |
| ---- | --------------- | -------- | ----------- | --------- | ----------- | ---------------------------------------- |
| 2021 | Giochi olimpici | Tokyo    | 400 m piani | 5ª        | 49"87       |                                          |
| 2021 | Giochi olimpici | Tokyo    | 4×400 m     | Bronzo    | 3'21"24     | Miglior prestazione personale            |
| 2022 | Mondiali        | Eugene   | 400 m piani | 7ª        | 50"78       |                                          |
| 2022 | Mondiali        | Eugene   | 4×400 m     | Argento   | 3'20"74     | Miglior prestazione personale stagionale |
| 2023 | Mondiali        | Budapest | 400 m piani | 7ª        | 51"08       |                                          |
| 2023 | Mondiali        | Budapest | 4×400 m     | Argento   | 3'20"88     | Miglior prestazione personale stagionale |